# Sommerxylon
Sommerxylon es un género descrito de troncos silicificados de gimnospermas que vivieron en el Triásico. Se encontraron en la Formación Caturrita en Linha São Luiz, en el municipio de Faxinal do Soturno en el geoparque de Paleorrota. Se llama así en honor del Dr. Margot Guerra Sommer.

## Descripción
Células de esclerénquima aislados o en pequeños grupos irregulares a lo largo de la médula y sin conexiones.
médula compuesto por células del parénquima y esclerénquima, xilema primario, xilema secundario con puntos con halos que dominan las paredes radiales de las traqueidas grueso, la ausencia de canales de resina y parénquima axial, indique su relación con la familia Taxaceae .